# Schlacht bei Tarutino
Wilkomir – Grodno – Mir – Ekau – Riga – Mogiljow – Ostrowno – Kobrin – Kljastizy – Gorodeczno – Smolensk – Polozk I – Walutino – Borodino – Moschaisk – Tarutino – Malojaroslawez – Polozk II – Wjasma – Dorogobusch – Tschaschniki – Ljachowo – Smoljany – Kaidanow – Krasnoi – Borissow – Beresina
Die Schlacht bei Tarutino (russisch Тарутинский бой, französisch Bataille de Winkowo) war eine Schlacht zwischen der französischen Grande Armée und der Kaiserlichen Russischen Armee während des Russlandfeldzugs Napoleons. Sie ereignete sich am 18. Oktober 1812 in der Nähe der Ortschaft Tarutino bei Moskau und endete mit einer empfindlichen Niederlage der Franzosen.

## Vorgeschichte
Während Napoléon mit seiner Armee in Moskau stand und angesichts des herannahenden Winters über einen Rückzug nachdachte, verlangte die russische Öffentlichkeit nach sechswöchiger Kampfpause endlich eine Entscheidungsschlacht. Den Brief des Kaisers Alexander I. vom 14. Oktober mit dem „Allerhöchsten Befehl für Offensiv-Operationen“ hatte Kutusow noch nicht erhalten. Viele Generäle sprachen sich dafür aus, die abseits der Stadt stehende Avantgarde Joachim Murats anzugreifen. 
Der Angriff sollte bereits am Morgen des 17. Oktober erfolgen. General von Toll  hatte die Stellungen Murats am 16. Oktober erkundet und einen Angriff empfohlen. Kutusow war dagegen. Er wollte keinen Kampf. Am Nachmittag gab er dem Drängen der Generäle Toll, Bennigsen, Baggehufwudt und Platow nach, prüfte und billigte die Pläne von Toll. Für die weiteren Veranlassungen war Kutusows Stabschef General Jermolow zuständig. Der war unauffindbar. Nach Lieven befand er sich im Hauptquartier eines anderen russischen Generals zum Diner. Am Morgen des 17. Oktober fand Kutusow die Soldaten der für den Angriff vorgesehenen Streitkräfte noch immer im Lager. 
Der russische Historiker Jewgeni Wiktorowitsch Tarle schrieb dazu: „Das rief einen furchtbaren  Wutanfall bei dem Feldmarschall hervor, der schon unzufrieden war, etwas tun zu müssen, was er für unnütz hielt und nun auf schrecklichste Weise die ersten beiden Offiziere beleidigte, die das Pech hatten, ihm zu begegnen. Der eine der beiden, Oberstleutnant Eichen, verließ nach diesem Zwischenfall die Armee Kutusows: der andere, Hauptmann Brodin, der von Kutusow wie ein Hund behandelt wurde, blieb trotzdem. Im ersten Zorn befahl Kutusow die Absetzung Jermolows, aber später, als er sich beruhigt hatte, nahm er das zurück.“
Der Truppenverband Murats, der auch polnische Truppen Józef Poniatowskis umfasste, zählte ca. 12.000 Mann Infanterie und 8.000 Mann Kavallerie. Er befand sich am Fluss Nara ca. 100 km entfernt von der Hauptstadt. An seiner linken Flanke befand sich ein großer Wald, der von den Franzosen fast überhaupt nicht patrouilliert wurde. Zu den Truppen Murats gehörte neben den polnischen Truppen unter Poniatowski (etwa 3.000 Mann) die Weichsellegion, die ebenfalls aus Polen bestand, unter General Claparède, dazu die Division Dufour (früher Friant).

## Russischer Angriffsplan
Nach Danilewsky sah der Angriffsplan wie folgt aus: „Am 4. October (16. Oktober) um sieben Uhr abends soll die Armee mit der rechten Flanke in sechs Colonnen aus dem Lager aufbrechen und auf fünf Brücken bei Spaskoje und Tarutino über die Nara gehen. Die erste Colonne des Grafen Orlow-Denissow bestehend aus zehn Cosaken-Regimentern, einer Compagnie donischer Artillerie und dem 20. Jäger-Regimente, hat den General-Adjutanten Müller-Sakomelsky, mit der leichten Garde-Cavallerie-Division, dem Rheshinschen Dragoner-Regimente und einer halben Compagnie reitender Artillerie zur Unterstützung. Diese Colonne ist bestimmt dem linken feindlichen Flügel in den Rücken zu gelangen, sich der Moskwaschen Heerstraße zu bemächtigen und Murat den Rückzug abzuschneiden. 
Die zweite Colonne Baggehufwuds, bestehend aus seinem eigenen und dem Graf Stroganowschen Corps, fällt Murat in die Flanke und unterhält, rechts vordringend, die Verbindung mit der ersten Kolonne. Das Corps des Grafen Ostermann bildet die dritte Colonne und verbindet die Operationen Baggehufwud’s mit dem übrigen Theile des Heeres linker Hand. Diese drei Colonnen, oder der rechte Flügel, werden unter der Anführung Bennigsen’s stehen. Dochturow mit seinem Corps bildet das Zentrum der Armee und übernimmt auch den Befehl über das Corps des Grafen Ostermann, so bald dieser Letzte zu ihm stößt. 
Miloradowitsch, mit der Garde, dem Corps Rajewskys und Borosdins, der Reserve-Kavallerie und der Artillerie, bildet den linken Flügel, bei dem sich auch Fürst Kutusow persönlich befinden will. Alle Truppen müssen noch in der Nacht hinter der Vedettenkette (Vorpostenkette) anlangen und da selbst in größter Stille bis Tagesanbruch, in Erwartung von drei Signalschüssen, stehen bleiben. Dann hat Bennigsen rasch den Wald zu passieren und den Angriff gegen den linken feindlichen Flügel zu beginnen; Miloradowitsch aber, mit den in der Nacht angekommenen Cavallerie-Corps, Alles zu attackieren, was sich vor ihm befinden wird, wobei seine Infanterie der Cavallerie in Eilschritten nachfolgen muß.
Dorochow, welcher mit einem Streifcorps links von der Armee bei der neuen Kalugaschen Straße operiert, muß nach Woronowo marschieren und Murat die Straße nach Moskau abschneiden. Im Lager ist eine große Anzahl von Musikanten und Trommelschlägern zurückzulassen, welche zur gehörigen Zeit den Zapfenstreich schlagen. Wachtfeuer sind nicht mehr und nicht weniger als gewöhnlich anzulegen, die Baracken nicht anzuzünden und zur Beobachtung ist im Lager von jeder Compagnie ein Unteroffizier mit drei Gemeinen, und von jedem Regiment ein Offizier zurückzulassen“.

## Schlacht
Die russische Armee näherte sich am Abend den Franzosen. General Denissow-Orlow eröffnete den Angriff. Von den Truppen Osterman-Tolstois war nichts zu sehen und das Kontingent von Baggehufwudt erschien nur zum Teil auf dem Schlachtfeld, und zwar nur mit der Jäger-Brigade Pillar und einer halben Artilleriekompanie. Dazu kam das Tobolskische Infanterieregiment der 4. Division unter der Führung des Divisionskommandeurs Eugen von Württemberg. Der Marsch des Korps Baggehufwudt war im Wald durch widersprüchliche Befehle aufgehalten worden. Zwei Regimenter der 4. Division sowie die ihnen folgende 17. Division hatten sich im Wald verlaufen. Baggehufwudt sollte eigentlich die drei Signalschüsse geben, die die Schlacht eröffnen sollten. Dies tat er nicht, da seine Truppen nicht vollzählig waren und die von Ostermann ganz fehlten.
Als General von Toll das Chaos sah, bekam er einen Wutanfall. Nach beleidigenden Äußerungen gegen ihn und andere Generäle legte Baggehufwudt sein Kommando nieder und übernahm nur noch die Führung des 4. Jägerregiments, dessen Chef er war. Nach Eugen von Württemberg sagte Baggehufwudt: „Machen sie alle Dispositionen nach Einsicht; ich aber bleibe hier bei meinen Jägern; das Volk ist mit mir aufgewachsen, kann auch mit mir sterben. Ich bin der Erste auf der feindlichen Batterie.“ Auf dem russischen rechten Flügel gelang der Überraschungsangriff. Die dort befindlichen Franzosen ergriffen die Flucht. Die reiche Beute erwies sich als Hindernis für die weitere Schlacht: die Kosaken begannen mit Plünderungen des Lagers und hinderten die Franzosen nicht am weiteren Abzug.
Murats Hauptkräfte sammelten sich zum Gegenangriff. Bald setzte ein heftiger gegenseitiger Artilleriebeschuss ein. Baggehufwudt griff mit seinem 4. und dem 48. Jägerregiment an. Diese dicht gedrängte Masse geriet sofort in massives französisches Artilleriefeuer. Nach Eugen von Württemberg wurde Baggehufwudt bereits von der zweiten Kanonenkugel getötet. Die Jäger stoben auseinander und griffen in kleineren Schwärmen an. Ein Teil wurde durch französische Kürassiere niedergehauen. 
Die russischen Truppen unter Eugen von Württemberg und die unter Bennigsen behinderten sich gegenseitig. Bennigsen meinte in dem ganzen Wirrwarr einen gezielten Angriff der Franzosen zu sehen. Er zog die Regimenter Wolhynien und Krementschuk, die dem Regiment Tobolsk unter Eugen von Württemberg gefolgt waren, zurück und zog die 17. Division vor. 
Diese Unstimmigkeiten unter den angreifenden Armeeteilen der Russen erlaubten es Murat, seine Truppen neu zu formieren und den geordneten Abzug einzuleiten. Die französischen Generäle Claparède und Latour-Maubourg schlugen Platow zurück, der versuchte, Murat den Rückweg abzuschneiden. Miloradowitsch hatte Befehl, erst dann anzugreifen, wenn die anderen drei Abteilungen ihren Angriff begonnen hatten. Das war nicht der Fall. Da Kutusow kein Risiko eingehen wollte, zumal sich auch ein großer Teil der Garde bei Miloradowitsch befand, verbot er ihm den Angriff, nachdem er von dem Chaos auf dem Schlachtfeld erfahren hatte. Er verbot ebenfalls die Verfolgung der Armee Murats und gab den Befehl zum Rückzug der eingesetzten Streitkräfte.

## Ergebnis
„Bennigsen schäumte vor Wut. Warum hatte Kutusow ihm nicht helfen wollen, warum hatte er Murat so schön entwischen und in guter Ordnung zurückziehen lassen? Ich begreife es nicht! Dieser großartige, glänzende Tag hätte unberechenbare Konsequenzen haben können, wenn ich Unterstützung erhalten hätte. Angesichts der ganzen Armee verbietet Kutusow, auch nur einen einzigen Mann mir zur Hilfe zu schicken; das sind seine eigenen Worte. General Miloradowitsch, der den linken Flügel kommandierte, brannte darauf, mir beizuspringen, aber Kutusow untersagte es ihm. Du kannst Dir vorstellen in welcher Entfernung vom Schlachtfeld sich unser Alter hielt. Seine Feigheit übersteigt die Grenzen, die Hasenfüßen gestattet sind; das hat er schon bei Borodino genügend bewiesen. Damit hat er sich die allgemeine Verachtung zugezogen und ist in den Augen der Armee lächerlich geworden“

Bennigsen und Kutusow waren sich schon vor dieser Schlacht spinnefeind. Die Stimmung im russischen Hauptquartier war durch diverse Intrigen vergiftet, an denen auch Bennigsen aktiv beteiligt war. Diese Situation verschlimmerte sich nach der Schlacht und verbesserte sich erst, als Bennigsen die Armee verließ. 
Aufgrund von mangelnder Koordination auf der russischen Seite konnte Murat einer vollständigen Niederlage entgehen. Real nahmen auf der russischen Seite nur etwa 12.000 Mann teil. Es wirkte sich auch aus, dass Kutusow die Schlacht nur ungern führte, da er aktive Kämpfe für schädlich hielt, während die Zeit Russland in die Hände spielte.
Trotzdem war Tarutino ein wichtiger Erfolg für die Russen. Die Franzosen verloren 4000 Mann, darunter 2500 Tote und 1500 Gefangene. Murat verlor zwei Generäle: General Pierre César Dery und der polnische General Stanislaw Fiszer (in manchen Quellen auch Fischer genannt) fielen im Kampf. Die Franzosen verloren bedeutende Teile des Proviants und anderer Versorgungsgüter. Zudem eroberten die Russen 38 französische Geschütze, was keiner der Seiten in der Schlacht bei Borodino gelang. Die Verluste der Russen betrugen knapp 1200 Mann. Nach Tarlé betrugen die Verluste der Franzosen 2500 Mann. Die Verluste der Russen betrugen nach seinen Angaben 1000 bis 1200 Mann. Lieven gibt die Verluste der Franzosen mit 3000 Mann an. Der russische General Eugen von Württemberg, der an der Schlacht teilnahm, bezifferte die Verluste auf französischer Seite mit 500 bis 1000 Toten und 1500 Gefangenen.
Die Schlacht bei Tarutino markierte nach sechs Wochen kampfloser Zeit den Anfang des zweiten Teils der Kampfhandlungen im russisch-französischen Krieg. Sie hatte eine große psychologische Wirkung auf die Russen, die nun begannen, an den erfolgreichen Ausgang des Krieges und die Vertreibung der Franzosen zu glauben. Napoléon sah sich durch die Niederlage Murats gezwungen, Moskau schneller zu verlassen. Der Abzug der Franzosen begann unmittelbar nach dem Eintreffen der Nachricht vom Ausgang der Schlacht bei Tarutino.

## Rezeption
Nach der Schlacht wurde die 1814 in Bessarabien gegründete Siedlung Tarutino benannt, die als erste Kolonie deutscher Auswanderer in dem Landstrich entstand.